# ريو ساليتشتو
ريو ساليتشتو (بالإيطالية: Rio Saliceto)‏ هي بلدية في مقاطعة ريدجو إميليا في إقليم إميليا رومانيا الإيطالي.

## السكان
في سنة 1861 بلغ عدد السكان 2٬195 نسمة، وتطور العدد ليصل في سنة 2013 لـ 6٬258 نسمة.
يظهر هذا المخطط البياني تطور النمو السكاني لـ ريو ساليتشتو